# Muzeum Archeologii Baturyna

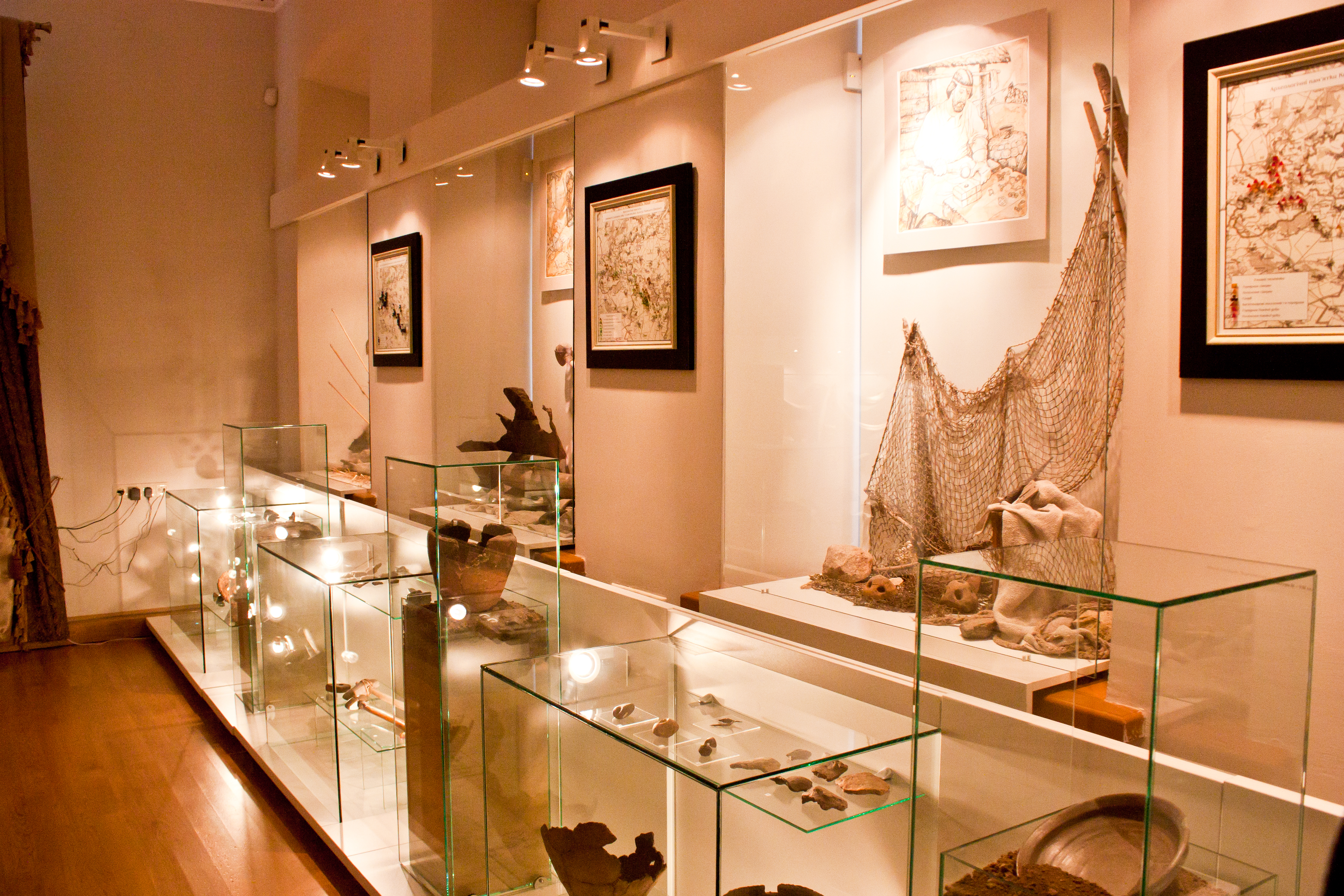
Sala starożytnego okresu historii Baturyna

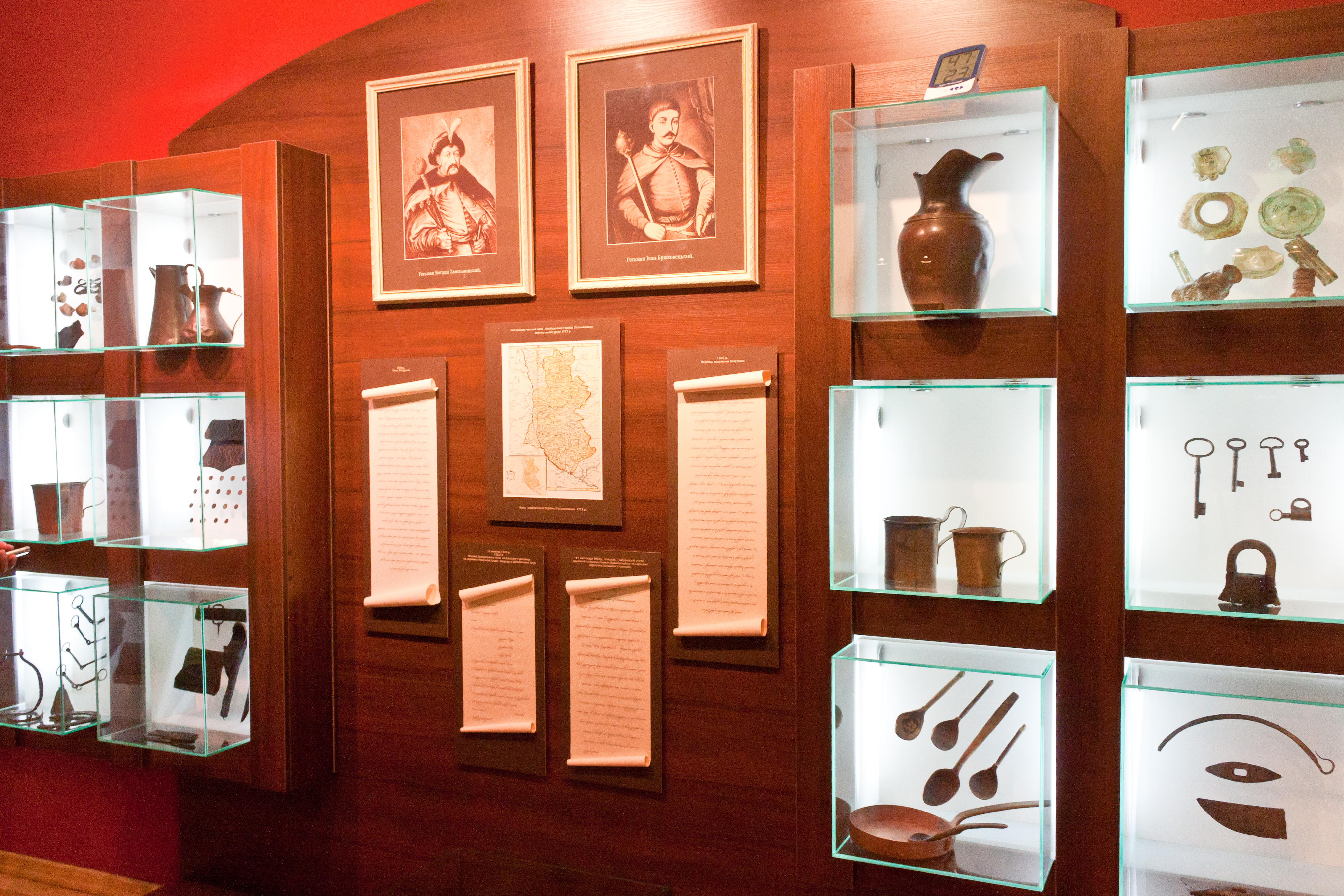
Eksponaty z epoki Kozaków

Muzeum Archeologii Baturyna (ukr. Музей археології Батурина) – muzeum narodowego rezerwatu historyczno-kulturalnego „Hetmańska Stolica” znajdujące się w Baturynie na Ukrainie (obwód czernihowski, rejon bachmacki).

## Pomieszczenie
Muzeum mieści się w zabytku architektury o znaczeniu lokalnym – Szkole parafialnej Cerkwi Zmartwychwstania Pańskiego (1904 r.) zbudowanej w kompleksie z Cerkwią Zmartwychwstania Pańskiego – grobowcem hetmana Cyryla Razumowskiego w historycznym centrum Baturyna. Budynek jest prostokątny, jednopiętrowy, ceglany.
W czasie swojego istnienia w budynku mieściła się szkoła parafialna i przedszkole. W 2005 roku budynek został przejęty przez rezerwat „Stolica Hetmańska”. Renowacja zabytku miała miejsce w latach 2005–2008.

## Historia Muzeum
Otwarcie Muzeum Archeologicznego w Baturynie odbyło się 22 stycznia 2009 r., w Dniu Jedności Ukrainy, przez prezydenta Wiktora Juszczenkę

## Ekspozycja
Tematyka muzeum obejmuje dzieje miasta od pojawienia się pierwszych ludzi na terytorium Baturyna do zniszczenia miasta 2 (13) listopada 1708 r. Ekspozycja Muzeum Archeologicznego w Baturynie zbudowana jest w trzech obszarach tematycznych: „Baturyn starożytny”, „Baturyn za czasow Kozactwa” „Baturyn – siedziba Hetmańska”.
W sali „Baturyn starożytny” można zobaczyć kości mamutów i innych starożytnych zwierząt, które chodziły po naszej ziemi jeszcze 10 tysięcy lat temu, kamienne narzędzia z okresu neolitu, dużą ilość ozdób z czasów Rusi Kijowskiej, uwielbiane przez kobiety.
Ekspozycja „Baturyn za czasow Kozactwa” jest poświęcona okresom litewsko-polskim i kozackim w historii Baturyna, obejmującym czas od XIV w. do 1669 r. Przedstawiono tu wyroby miejscowych rzemieślników, kozackie przedmioty polowe i rzeczy codziennego użytku, kopie dokumentów i map z tamtych czasów wszechstronnie charakteryzujące historię Baturyna w czasach kozackich. Unikatowymi eksponatami ekspozycji są rycerski pas posrebrzany, srebrny talar z 1622 r., buty kozackie, broń powstańcza i inne nie mniej interesujące rzeczy. Znajdują się tu drewniane kłody, które mają ponad 300 lat i które zostały znalezione podczas wykopalisk fosy Cytadeli Twierdzy Baturyńskiej.
Ekspozycja „Baturyn – siedziba Hetmańska” jest poświęcona barwnemu hetmańskiemu okresowi historii Baturyna. W latach 1669–1708 miasto było siedzibą hetmanów D. Ignatowicza, I. Samojłowicza, I. Mazepy i ośrodkiem życia politycznego, gospodarczego i kulturalnego Hetmańszczyzny.
Stolica Hetmańska została całkowicie zniszczona przez armię rosyjską pod dowództwem A. Mienszykowa 13 (2) listopada 1708 r. na szczycie swego rozwoju. Spalona ikona Matki Bożej z Dzieciątkiem na miedzianej płycie ze śladami złocenia pracy mistrzów Ławry Peczerskiej z końca XVII wieku, która leżała w grobie starszej kobiety ze złamaną czaszką, stała się uosobieniem tragedii z 1708 roku. Wymownymi świadkami tragedii są fragment armaty-moździerzy, znajdującej się na ścianie twierdzy, oraz fragment dzwonu kościelnego. Temat zniszczenia Baturyna nie pozostawia obojętnym współczesnych artystów. Mistrzowie pędzla Andrij Iwachnienko oraz Mykola Danczenko przekazali ten przerażający obraz w swoich dziełach sztuki.
Dzięki planowanym corocznym wykopaliskom archeologicznym Muzeum Archeologiczny w Baturynie nadal uzupełnia się rzadkimi znaleziskami. W muzeum organizowane są wystawy czasowe, zajęcia tematyczne dla młodzieży i studentów oraz wykłady.